# 陳孜
陳孜（1439年—？），字勉學，山西平陽府浮山縣人，軍籍。明朝政治人物。進士出身。

## 生平
山西鄉試第四名。成化八年（1472年）壬辰科會試第一百六十七名，殿試登進士第三甲第十七名。

## 家族
曾祖父陳敬。祖父陳俊。父亲陳福。